# Ptyngidricerus persepolisensis
Ptyngidricerus persepolisensis är en insektsart som beskrevs av Abrahám och Mészáros 2002. Ptyngidricerus persepolisensis ingår i släktet Ptyngidricerus och familjen fjärilsländor. Inga underarter finns listade i Catalogue of Life.